# SDS 940
La SDS 940  est un ordinateur conçu par le constructeur californien Scientific Data Systems (SDS) qui a servi dans le réseau EDF à partir de la fin des années 1960. Il a été conçu spécialement pour le partage du temps, basé sur le processeur 24 bits du SDS 930, avec des circuits supplémentaires pour fournir une mémoire protégée et une mémoire virtuelle.
Le SDS 940 été annoncé en février 1966 et livré deux mois après, devenant un pilier majeur de l'expansion de Tymshare au cours des années 1960. Le système influent « oN-Line System » (NLS) du Stanford Research Institute a été démontré sur le système. Cette machine a ensuite été utilisée pour faire fonctionner Community Memory, le premier système de babillard électronique.
Après l'OPA géante sur SDS par Xerox en mai 1969, pour près d'un milliard de dollars, et sa transformation en Xerox Data Systems, le SDS 940 a été renommé XDS 940.

## Histoire
Le design a été fait par l'Université de Californie à Berkeley dans le cadre de leur projet Genie qui s'est déroulé entre 1964 et 1969. Berkeley a ajouté une gestion de la mémoire et une logique de contrôleur à un ordinateur SDS 930 existant pour lui donner une mémoire virtuelle mappée par page, innovation qui sera largement copiée par d'autres constructeurs plus tard.
Le SDS 940 fut simplement une version commerciale de la conception Genie et restait rétrocompatible avec leurs modèles précédents, à l'exception du SDS 92 12 bits.
Comme la plupart des ordinateurs de cette fin de décennie, la machine a été construite avec une banque de mémoire centrale comme stockage principal, permettant entre 16 et 64 kilo-mots. Les mots étaient composés de 24 bits plus un bit de parité. Cette conception s'appuyait sur une variété de périphériques de stockage secondaires, y compris un tambour de 1376 kmots dans Genie, ou des disques durs dans les modèles SDS d'après, sous la forme d'un disque à tête fixe de 2097 kmots de type tambour ou d'un 16 384 modèle traditionnel à « tête flottante ».
Les machines SDS comprenaient également un perforateur et un lecteur de bande de papier, une imprimante ligne et une horloge en temps réel. Ils ont démarré à partir de bandes de papier.
Un stockage de fichiers de 96 Des MB ont également été attachés. L' imprimante en ligne utilisée était une imprimante à chaîne Potter modèle HSP-3502 avec 96 caractères d'impression et une vitesse d'environ 230 lignes par minute.

## Système logiciel
Le système d'exploitation développé au sein du Projet Genie était le Berkeley Timesharing System. En août 1968, une version 2.0 fut annoncée, simplement appelée « SDS 940 Time-Sharing System ». En 1969, le système logiciel XDS 940 se composait des éléments suivants :
- Moniteur de partage de temps (ce qu'on appelle aujourd'hui généralement un noyau ) [3]
- Time-Sharing Executive (ce qu'on appelle aujourd'hui généralement une interface de ligne de commande ) [3]
- CAL, le langage algébrique conversationnel
- QED, un éditeur de texte
- Fortran IV
- BASIQUE

La configuration minimale requise était :
- Deux modules de mémoire centrale de 16 kmots (avec accès multiple)[4].
- Deux unités de stockage de disque à accès rapide (RAD) et coupleurs (capacité d'un peu moins de 4 M de caractères chacun) ; en option, deux autres peuvent être connectés
- Fichier disque et coupleur, avec 67 M de caractères de stockage
- Unité de contrôle de bande magnétique et deux transports de bande magnétique (le contrôleur prend en charge jusqu'à 8)
- Contrôleur(s) de communication asynchrone (s), prenant en charge jusqu'à 64 lignes de téléscripteur chacun

Des logiciels supplémentaires étaient disponibles dans la bibliothèque du groupe d'utilisateurs XDS, tels qu'un système de traitement de chaînes, des « SYSPOP » (opérateurs programmés par le système, qui permettent d'accéder aux services système), CAL (conversational algebraic language, un dialecte de JOSS ), QED (un éditeur de texte), TAP (Time-sharing Assembly Program, un assembleur ) et DDT, un outil de débogage.
Un écran à tube cathodique de 26 lignes qui exploitait un chargeur- débogueur DDT, initialement conçu pour fonctionner à partir d'un terminal télétype, était également disponible.

## Installations notables
- L'électricien EDF s'en est servi pour équiper tous ses centres de production, lors d'une campagne d'investissement lancée en 1967, afin d'optimiser la production via l'implantation d’un modèle fournissant un plan de production des usines thermiques et hydrauliques pour le lendemain[5].
- Le principal client était Tymshare, qui a utilisé le système pour devenir le service de multipropriété commerciale le plus connu des États-Unis à la fin des années 1960. En 1972, Tymshare comptait à elle seule 23 systèmes en fonctionnement[6].
- Comshare, Inc., d'Ann Arbor, Michigan, était le deuxième client d'entreprise le plus important. Tymshare, Comshare et UC Berkeley ont collaboré à une grande partie du développement du système d'exploitation du SDS 940.
- Le Centre de recherche sur l'augmentation (ARC) de Douglas Engelbart a utilisé un SDS 940 pour son système oN-Line, plus communément appelé NLS[7]. C'est avec cet ordinateur qu'il a présenté The Mother of All Demos en décembre 1968, annonçant de nombreux concepts associés à l'informatique personnelle aujourd'hui[8].
- Le premier hôte connecté à l'ARPANET était un SDS 940 au SRI en octobre 1969[9].
- Un groupe d'action communautaire de contre-culture de San Francisco appelé Resource One et situé dans Project One a utilisé un surplus de XDS 940 donné comme décrit dans le magazine Rolling Stone en 1972[10].
- Le projet Community Memory a servi de premier système de babillard électronique[11].